# Lowbacca
Lowbacca es un wookiee, un personaje ficticio de la serie de novelas Nueva Orden Jedi del universo Star Wars, sobrino de Chewbacca.
Estudió en la Academia Jedi de Luke Skywalker, donde se hizo compañero de Jaina Solo y Jacen Solo. Lowbacca usaba un droide traductor en la cintura que luego fue modificado para hacerlo volador. 
Es un personaje destacado porque fue el segundo wookiee en convertirse en Jedi, en parte porque su especie es menos sensible a la fuerza que otras.
Está armado con un Sable de luz anaranjado. La madre de Lowbacca es Kallabow, hermana del mítico Chewbacca
El personaje fue creado por los autores Kevin J. Anderson y Rebecca Moesta, siendo uno de los protagonistas principales a lo largo de su serie de catorce libros de novelas para adolescentes Young Jedi Knights, publicada entre 1995 y 1998. Más tarde apareció en varias entregas de la serie de novelas La Nueva Orden Jedi, que se publicaron entre 1999 y 2003. Un Lowbacca bebé aparece en la novela Amanecer Rebelde (1998) de Ann C. Crispin
- Datos: Q945094